# Ipuiúna
Ipuiúna é um município brasileiro localizado no sul do estado de Minas Gerais. Localizado na Mesorregião do Sul e Sudoeste de Minas e na Microrregião de Pouso Alegre.

## História

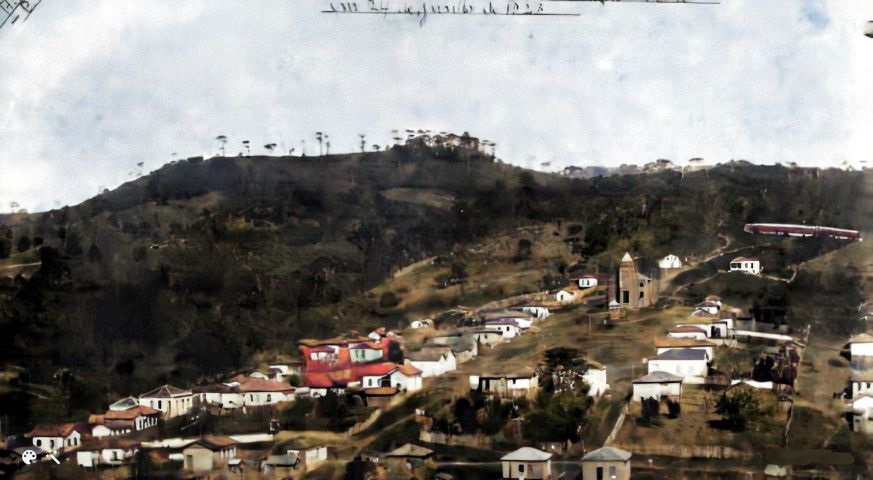
Ipuiúna em 1923

É presumido que os primeiros habitantes locais tenham sido pessoas de povoados vizinhos, como Caldas e Santa Rita de Caldas. Sabe-se que em 20 de janeiro de 1891, Os senhores José Francisco Lopes e João Bernardes de Souza realizaram uma doação de 10 alqueires de terras para a formação de um povoado. Posteriormente, foi construída uma capela que, na verdade foi o marco que deu início ao novo povoado a sombra da qual cresceu o novo núcleo; até que em 1913 se tornou um distrito do então município de Caldas.
O município foi criado pela lei nº 1.039, de 12 de dezembro de 1953, com território desmembrado do município de Caldas.

## Significado do nome
Quando da criação do distrito, em 1913, Santa Quitéria recebeu o nome de Ipuiúna. O vocábulo significa “Rio Pardo”, porque esse rio tem suas cabeceiras bem próximas à cidade. Também significa IPU (nascente) + I (águas, rio) + UNA (escuras, pardo), nascente do Rio Pardo.

## Geografia
De acordo com o censo do Instituto Brasileiro de Geografia e Estatística, sua população em 2022 era de 9 135 habitantes.

## Rodovias
O município é cortado pela BR 459, que liga Poços de Caldas a Lorena.[carece de fontes?]

## Economia
A cidade tem uma economia baseada na agricultura, destacando-se a produção de batatas, sendo por isso conhecida como 'Capital Nacional da Batata'.[carece de fontes?]
Entretanto a cidade possui algumas indústrias e vem se destacando recentemente pela instalação de fábricas de processamento e industrialização da batata. Segundo Pesquisa Agrícola Municipal (uma pesquisa do IBGE, em 2006, divulgada em outubro de 2007), Ipuiuna tem a segunda maior rentabilidade com batata-inglesa de Minas Gerais (cerca de 39 milhões de reais), estando apenas atrás de Uberaba.[carece de fontes?]

## Turismo
Outro fator econômico de grande importância para o município encontra-se no turismo, já que possui belas montanhas, lindas paisagens e uma grande cultura afro-brasileira, esta última responsável pela realização de uma festa anual conhecida como Festa de São Benedito, comemorada no dia 13 de maio, que atrai centenas de pessoas para a cidade. 
O município possui inúmeras áreas naturais como as serras das Areias, da Água Quente, da Tronqueira e do Brejinho, destacando-se o ponto mais alto do município: O morro da Boa Vista, com 1558 metros. O município possui ainda a nascente de um dos rios mais importantes da região: o Rio Pardo.[carece de fontes?]
Ipuiúna também é conhecida por organizar um dos maiores desfiles de carros de boi do Brasil, mantendo viva a cultura mineira em tal meio de transporte.